# Dion and the Belmonts
Dion and the Belmonts fue un grupo estadounidense de doo wop, cuyos miembros, provenientes de la clase obrera del Bronx, triunfaron en Estados Unidos en los años 60. La formación comenzó a finales de 1957, cuando Dion DiMucci se unió a Los Belmonts: Carlo Mastrangelo, Freddie Milano y Angelo D'Aleo. Con el nombre del grupo obtenido de la calle Belmont Avenue, se aventuraron a grabar unos temas. Algunos de sus grandes éxitos, como A Teenager in Love y The Wanderer, consisten en parte del entramado Rockabilly de la época. Realizaron su propia versión de la afamada canción infantil estadounidense, Twinkle Twinkle Little Star, la cual combina la tonada de la melodía  francesa de 1761 Ah! vous dirai-je, Maman con un poema inglés, The Star, (La estrella) por Jane Taylor, publicado por primera vez en 1806, en Rhymes for nursery (Rimas para guardería), una colección de poemas de Taylor y su hermana Ann.

## Historia
Luego de un primer sencillo sin éxito, firmaron un contrato con la compañía discográfica Laurie Records. La fama les llegó con el tema I Wonder Why (1958), el cual consiguió situarse en el número 22 de la lista estadounidense Billboard Hot 100, así como por su primera aparición en el American Bandstand.
En 1959, el grupo fue parte de la gira "Winter Dance Party" junto a Buddy Holly, J. P. “The Big Bopper” Richardson y Ritchie Valens; sin embargo, Dion no subió al avión que se estrellaría y en que morirían las estrellas antes mencionadas.
En 1960, Dion abandonó el grupo para iniciar una carrera en solitario.
En 2000 el grupo fue incluido en el Salón de la Fama de los Grupos Vocales.